# バイオスフィア (ミュージシャン)
バイオスフィア（Biosphere）名義で活動しているゲイル・イェンセン（Geir Jenssen、1962年5月30日 - ）は、ノルウェー・トロムソ出身のアンビエント・ミュージシャンである。

## 経歴
ブライアン・イーノやデペッシュ・モードなどに影響を受け、1983年に音楽活動を始める。その2年後、アンネリ・ドレッカー、ニルス・ヨハンセンとシンセポップ・ユニット「ベル・カント」を結成し、1989年、新しいサウンドを追求するためユニットを脱退。
その後、Bleep名義で1枚のアルバムをリリースした後、1991年にバイオスフィア名義でファースト・アルバム『Microgravity』を発表。アンビエント・テクノ・ミュージックの先駆けとして高い評価を受け、1994年発表のセカンド・アルバム『Patashnik』収録の「Novelty Waves」はリーバイスのキャンペーンとしても使われた。
1997年発表の『サブストラータ』はそれまでの作風から抽象的なサウンドへ変化し、各方面から1990年代最高のアンビエント・アルバムと評価された。2006年発表の『Dropsonde』ではフュージョン要素を取り入れたりと積極的に新しいサウンドを追求し続けている。
また、ゲイル・イェンセンは登山家としても精力的に活動しており、2001年には標高8201mのチョ・オユーの登山に成功している。

## ディスコグラフィ

### アルバム
- E-Man (1984年) ※E-Man名義
- The North Pole by Submarine (1990年) ※Bleep名義
- Microgravity (1991年)
- Patashnik (1994年)
- 『サブストラータ』 - Substrata (1997年)
- Cirque (2000年)
- Substrata² (2001年、Touch) ※『サブストラータ』の再発盤に『Man with a Movie Camera』を加えた2枚組
- Shenzhou (2002年、Touch)
- Autour de la Lune (2004年、Touch)
- Dropsonde (2006年、Touch)
- Wireless: Live at the Arnolfini, Bristol (2009年、Touch)
- N-Plants (2011年、Touch)
- L'incoronazione di Poppea (2012年)
- Patashnik 2 (2014年) ※1992年-1994年録音
- Das Subharchord EP (2014年)
- Departed Glories (2016年)
- Black Mesa EP (2017年)
- The Petrified Forest (2017年)
- The Hilvarenbeek Recordings (2018年)
- The Senja Recordings (2019年)
- Angel's Flight (2021年)
- Shortwave Memories (2022年)
- Inland Delta (2023年)

### サウンドトラック
- Eternal Stars (1993年) ※映画サウンドトラック
- Man with a Movie Camera (1996年) ※フェスティバルの依頼で作成した、サイレント映画『カメラを持った男』のためのサウンドトラック。『Substrata²』としてリリース
- Insomnia (1997年) ※映画サウンドトラック
- Cho Oyu 8201m – Field Recordings from Tibet (2006年、Ash International) ※ゲイル・イェンセン名義
- Nokas (2010年) ※映画サウンドトラック。ゲイル・イェンセン名義
- Kill by Inches (2012年) ※映画サウンドトラック (1999年発表)
- Sound Installations (2000-2009) (2015年)
- The Good Nurse (2022年) ※映画サウンドトラック

### コラボレーション
バイオスフィアまたは、ゲイル・イェンセン名義:
- White-Out Conditions (1987年) ※ベル・カントのメンバーとして
- Birds of Passage (1989年) ※ベル・カントのメンバーとして
- Fires of Ork (1993年) ※with ピート・ナムルック
- Polar Sequences (1996年) ※ライブ with Higher Intelligence Agency
- Nordheim Transformed (1998年) ※with Deathprod。アルネ・ノールヘイムによるリミックス
- Biosystems: The Biosphere Remixes (1999年) ※8バンドによるリミックス・コレクション
- Birmingham Frequencies (2000年) ※ライブ with Higher Intelligence Agency
- Fires of Ork II (2000年) ※with ピート・ナムルック
- Stator (2015年、Touch) ※with Deathprod